# Giovanni Esposito (Schauspieler)
Giovanni Esposito (* 14. Juni 1970 in Neapel) ist ein italienischer Schauspieler.

## Leben
Esposito wurde in Neapel geboren und studierte dort auch Schauspiel. Ab 1991 war er in divseren TV-Produktionen im italienischen Fernsehen zu sehen. Es folgten nationale sowie internationale Projekte, darunter Nebenrollen in Florian Henckel von Donnersmarcks The Tourist und Tomy Wigands Komödie Omamamia (2012). Im Jahr 2009 wurde der von Esposito geschriebene Kurzfilm Waiting in Rhyme für einen David-di-Donatello-Filmpreis in der Kategorie „Bester Kurzfilm“ nominiert.

## Filmografie (Auswahl)
Schauspieler
- 2010: The Tourist
- 2012: Omamamia
- 2012: To Rome with Love
- 2023: Book Club – Ein neues Kapitel (Book Club: The Next Chapter)
- 2024: Wonderboys: Der geheime Schatz von Neapel (Uonderbois: Il Tesoro Segreto di Napoli)

Drehbuch
- 2009: Waiting in Rhyme